# Sarama (música)
Sarama é uma música tradicional tailandesa que é tocada durante todos os combates de muay thai, assim como os rituais que se antecipam à luta, tais como o ram muay e o wai kru. A música é desenvolvida por quatro músicos sendo empregues quatro tipos de instrumentos tais como o Pi Java, um clarinete, o qual é fundamental para a música; um par de tambores designado de klog kaak; Ching, pequenos pratos em  bronze, ferro ou latão; e outro tipo de tambor  designado de Mong Kong que é originário do sul da Tailândia.
Durante o combate, a música começa lenta e imponente refletindo o clima transmitido pelos rituais prévios à disputa. Quando a luta começa o ritmo da música aumenta, tornando-se frenética conforme os momentos de excitação ao longo da contenda. Esta música é uma característica própria do muay thai fazendo parte de todo o ambiente em que o combate se desenrola, instigando os atletas ao combate.